# 皮爾森褲子索償案
皮爾森褲子索償案（Pearson v. Chung）、或稱The Great American Pants Suit（美國最大褲子案）是2007年美國一宗民事官司，被普遍視為濫用司法的經典案例。案中興訴人皮爾森（Roy L. Pearson, Jr.，1949年生-）是華盛頓哥倫比亞特區前行政法法官，2005年光顧一間韓裔人士經營的洗衣店後，店員遺失他的褲子，皮爾森為此索償高達6700萬美元。他最後雖然被判敗訴兼要向洗衣店賠償1000美元法律費用，但漫長官司令洗衣店深受壓力，訊審期間，美國濫用司法制度的問題備受輿論爭議，民間亦發起多場籌款活動支持洗衣店。

## 褲子遺失
2005年5月，華盛頓前行政法法官皮爾森把一批衣服交給韓裔家庭經營的洗衣店Custom Cleaners修改，兩天取貨後，他發現其中一條褲子失蹤，要求店員賠償1000美元。
店員拒絕要求，一週後聲稱找回褲子，但皮爾森指褲子不屬他所有，並提供照片說明兩條褲的分別。自威脅採取法律行動後，洗衣店曾分別提出賠償3000美元、4600美元賠償，最後更將賠償額加至1.2萬美元，但全都被皮爾森拒絕，堅持起訴由韓裔夫婦Chung Jin Nam 、Chung Soo及其兒子Chung Ki擁有的Custom Cleaners公司，索償額達67,292,000美元。
2007年自消息在媒體公布後，多國媒體均派人採訪審訊過程。同年4月底，有人在網上發起聲援行動，號召網民向洗衣店捐款。皮爾森個人的離婚官司、欠債、拿取失業援助金的消息亦一一被媒體披露。

## 索償計算法
為數6700多萬的賠償，是這樣計算的：皮爾森指，遺失了褲子，令他精神悲傷，要求賠償50萬元；他選擇自行答辯，做自己的律師，一樣要收54.2萬元律師費，200萬是店員違反普通法的賠償。
洗衣店在門外掛上「滿意保證」（Satisfaction Guaranteed）及「即日取貨服務」（Same Day Service）的招牌，成為案中的關鍵。皮爾森聲稱店方未能讓客人感到滿意，亦沒兌現兩天內歸還褲子的承諾，因此上述招牌屬虛假陳述，存有欺詐成份。
根據華盛頓哥倫比亞特區的消費者法例，欺詐行為一天可索償1500美元賠償。由光顧至預料官司結束期估計共1200天，此期間他聲稱3名被告違反了12項法例。每日1500元賠償 x 1200日 x 12項違例 x 3名被告，即可得出64800000元賠償。皮爾森所說，餘下的款項會成立基金，教育公眾了解消費者法例對他們的保障。
2007年5月30日，皮爾森把索償額減至5400萬美元，當中50萬是其律師費、200萬是情感及精神損害賠償。此外，沒有汽車的皮爾森說，現在要開車另尋洗衣店，所以Custom Cleaner需要額外賠償15000元，支付他未來十年的租車費，還有5105萬會協助「失望的客人」追討賠償。

## 敗訴
審訊期間，皮爾森將爭論焦點集中在洗衣店門外的「客戶滿意保證」，指控洗衣店明知不能滿足「一些客人」的要求，卻作出滿意保證，明顯存心欺騙。洗衣店律師反駁，如果一個理性自然人被該招牌誤導，這招牌才算有欺詐成份；但在案中，任何理性自然人均不會相信洗衣店會無限地滿足客人需要。
6月12日，皮爾森聲淚俱下作供，解釋他失去褲子時深感挫敗，還要休息一段時間紓解困抑。雖然如此，洗衣店的律師卻披露，皮爾森與前妻離婚後，銀行只餘下1000至2000美元，現正領取失業救濟金，因此推斷他只想藉此宗小案件敲詐洗衣店。
6月25日，哥倫比亞地區高等法院法官Judith Bartnoff裁定皮爾森敗訴。她表示雖然消費者應當受到保障，但如此濫用司法實不能容忍，在判詞中，她指店方的滿意保證應被「合理地理解」、「顧客不能將滿意保證承諾，當成可以滿足無理要求」。她期望今次判決能恢復公眾對司法的信心。
根據法庭頒令，皮爾森須向洗衣店賠償1000美元法庭費用（court fee），但洗衣店雖然勝訴，仍要支付數以萬計的律師費用，其代表律師正要求皮爾森賠償律師費（attorney fee)。
1992年移民到美國的被告，2000年始買入Custom Cleaners洗衣店，在案件時耗用大量儲蓄，聘請美國律師樓Manning & Sossamon的律師Christopher Manning打官司，他們說移民後的美國夢變成了惡夢，並考慮返回韓國。

## 外部連結
- 65 millions pour un pantalon - USA - France24 法文電視台報道皮爾森官司案
- 褲子案審訊前的聲明 （页面存档备份，存于）